# Forged by Fire (альбом)
Forged by Fire — це третій студійний альбом грецької павер-метал групи Firewind вперше виданий лейблом Century Media. У цьому альбомі Chitral Somapala замінив вокаліста Stephen Fredrick, а Bob Katsionis замінив Gus G. на клавішних і ритм-гітарі, відповідно, давши можливість останньому працювати лише на соло-гітарі.
Усі композиції створені Gus G. і Chitral Somapala, окрім зазначених окремо.

## Список композицій
1. Kill to Live — 3:41
2. Beware the Beast — 4:21
3. Tyranny — 3:29
4. The Forgotten Memory — 3:42
5. Hate World Hero — 5:38
6. Escape from Tomorrow — 3:51
7. Feast of the Savages  (інструментальна) (Gus G.) — 4:21
8. Burn in Hell — 4:38
9. Perished in Flames — 4:52
10. The Land of Eternity — 5:53
11. I Confide — 5:05 (бонус-трек для японського видання)
12. Tyranny (Ioannis Nikolaidis, Achilleas Kapahtsis) (відео-кліп)
13. Making of/Burning the Earth Live (Bob Katsionis) (відео-кліп)

## Склад групи
- Chitral Somapala — вокал, бек-вокал
- Gus G. — соло-гітара
- Bob Katsionis — клавішні, ритм-гітара
- Petros Christo — бас-гітара
- Stian L. Kristoffersen — ударні

## Запрошені учасники
- James Murphy — соло-гітара для The Forgotten Memory
- Marty Friedman — соло-гітара для Feast of the Savages
- Lisa Gelenberg — бек-вокал
- Johannes Nimtz — бек-вокал
- Markus Teske — бек-вокал